# Kommunistische Partij van Suriname
De Kommunistische Partij van Suriname (KPS) was een politieke partij die op bijeenkomsten in Para op 3 en 10 juni 1973 werd geproclameerd en formeel werd opgericht op 24 juni 1973. Het was de voortzetting van het Marxistisch-Leninistisch Centrum Suriname dat zich bij de oprichting van de KPS ophief. In de oprichtingsmaand koos het congres een Centraal Comité met elf leden. De partij sympathiseerde met het Albanese model.
De KPS deed aan de verkiezingen van 1977 mee onder de naam Demokraties Volks Front (DVF). Geen van de leden van de partij wist ooit een zetel in het parlement te behalen.
Tijdens de Decembermoorden van 8 december 1982 door het militaire regime onder leiding van Desi Bouterse werd de voorzitter en medeoprichter van de partij, Bram Behr, vermoord.
Na de Koude Oorlog verdween de partij van het toneel.